# Ján Nepomuk Bobula
Ján Nepomuk Bobula (Dovalovo, 15 marzo 1844 – Budapest, 15 novembre 1903) è stato un imprenditore, editore e attivista slovacco. Fu cofondatore e capo politico della corrente della Nuova scuola slovacca.

## Biografia
Incominciò a lavorare come muratore nel paese natio, fino a quando non conseguì la maturità e non passò l'esame di geometra a Pest nel 1863. Nel 1867 completò gli studi all'Università tecnica di Budapest. Con il sostegno della ricca suocera del capo officina Jozef Pozdech costruì una grande impresa di costruzioni e progettazione e ricevette ingenti ordini a Pest. Si dedicò all'architettura anche come pubblicista di settore e saggista.
Si impegnò più profondamente in politica dopo l'Ausgleich (1867), quando l'orientamento della politica slovacca verso Vienna si dimostrò un'illusione. Nel 1868 fondò l'Associazione democratica nazionale slovacca Pesti Nemzeti Demokrata Tót Kört. Pubblicò anche giornali slovacchi. Nel 1872 si candidò senza successo al parlamento ungherese. Nello spirito dell'orientamento politico della Nuova scuola slovacca promosse l'ideale di cooperazione positiva con le élite politiche ungheresi sulla base del principi costituzionali, dell'autonomia dei comitati e della lealtà statale. Dopo il 1875 rinunciò alla vita pubblica slovacca e costruì una nuova carriera politica al di fuori del contesto politico slovacco. Per questa ragione parte della storiografia slovacca lo considera come un rappresentante della tendenza liberale, parte come un rinnegato filomagiaro.